# Морріс (округ, Нью-Джерсі)
Шаблон:StateAbbr_ 40°52′ пн. ш. 74°33′ зх. д. / 40.87° пн. ш. 74.55° зх. д.
Округ  Морріс (англ. Morris County) — округ (графство) у штаті  Нью-Джерсі, США. Ідентифікатор округу 34027.

## Історія
Округ Морріс був утворений 15 березня 1739 року з частини округу Гандертон.

## Демографія
За даними перепису 
2000 року 
загальне населення округу становило 470212 осіб, зокрема міського населення було 432880, а сільського — 37332.
Серед мешканців округу чоловіків було 230039, а жінок — 240173. В окрузі було 169711 домогосподарств, 124907 родин, які мешкали в 174379 будинках.
Середній розмір родини становив 3,18.
Віковий розподіл населення поданий у таблиці:
| Стать    | До 15 років | 15-21 | 22-29 | 30-39 | 40-49 | 50-65 | 65-85 | Понад 85 |
| -------- | ----------- | ----- | ----- | ----- | ----- | ----- | ----- | -------- |
| Чоловіки | 51219       | 17801 | 19764 | 39945 | 39187 | 39460 | 20825 | 1838     |
| Жінки    | 48346       | 16817 | 19715 | 40837 | 40589 | 42002 | 27053 | 4814     |

## Суміжні округи
- Сассекс – північ
- Пассаїк – північний схід
- Ессекс – схід
- Юніон – південний схід
- Сомерсет – південь
- Гантердон – південний захід
- Воррен – захід

## Виноски
1. ↑  Snyder, John P. The Story of New Jersey's Civil Boundaries: 1606–1968 [Архівовано 5 червня 2012 у Wayback Machine.], Bureau of Geology and Topography; Trenton, New Jersey; 1969. p. 191. Accessed January 21, 2013.
2. ↑  Forstall, Richard L. Population of states and counties of the United States: 1790 to 1990 from the Twenty-one Decennial Censuses [Архівовано 2 січня 2016 у Wayback Machine.], pp. 108–109. Бюро перепису населення США, March 1996. ISBN 9780934213486. Accessed October 6, 2013.
3. ↑  New Jersey: 2010 – Population and Housing Unit Counts; 2010 Census of Population and Housing [Архівовано 23 липня 2013 у Wayback Machine.], p. 6, CPH-2-32. Бюро перепису населення США, August 2012. Accessed August 29, 2016.
4. ↑  DP-1 – Profile of General Demographic Characteristics: 2000; Census 2000 Summary File 1 (SF 1) 100-Percent Data for Morris County, New Jersey[недоступне посилання], Бюро перепису населення США. Accessed January 22, 2013.(англ.) Наведено за англійською вікіпедією.
5. ↑  DP1 – Profile of General Population and Housing Characteristics: 2010 Demographic Profile Data for Morris County, New Jersey[недоступне посилання], Бюро перепису населення США. Accessed January 22, 2013.(англ.) Наведено за англійською вікіпедією.
6. ↑  U.S. Census Bureau Delivers New Jersey's 2010 Census Population Totals [Архівовано 8 лютого 2011 у Wayback Machine.], Бюро перепису населення США, February 3, 2011. Accessed February 5, 2011.
7. ↑  QuickFacts – Morris County, New Jersey; New Jersey; United States [Архівовано 2 лютого 2019 у Wayback Machine.], Бюро перепису населення США. Accessed March 25, 2018.(англ.) Наведено за англійською вікіпедією.
8. ↑  American FactFinder. Бюро перепису населення США. Архів оригіналу за 26 лютого 2012. Процитовано 31 січня 2008.

| США | Це незавершена стаття з географії США. Ви можете допомогти проєкту, виправивши або дописавши її. |